# William E. Caswell
William Edward Caswell (Boston, 22 de junio de 1947 - Condado de Arlington, 11 de septiembre de 2001) fue un físico que murió durante los Atentados del 11 de septiembre de 2001, siendo pasajero del Vuelo 77 de American Airlines, que se estrelló contra El Pentágono. Trabajó en Fortran, donde demostró el potencial del álgebra computacional.

## Primeros años
William Edward Caswell nació el 22 de junio de 1947, en Boston, Massachusetts, siendo el mayor de seis hermanos. Vivió la mayor parte de su vida en Silver Spring (Maryland).
Durante la escuela secundaria se convirtió en erudito. Asistió a la Universidad de Maryland y se graduó con un Phi Beta Kappa en tres años. Posteriormente asistió a la escuela de posgrado en la Universidad de Princeton, especializándose en física. Su trabajo en Princeton se retrasó, cuando fue reclutado por el ejército durante la Guerra de Vietnam. Cuando Caswell reanudó sus estudios en Princeton, optó por trabajar en la teoría de la Física de partículas. Recibió su licenciatura en física en enero de 1975 y posteriormente realizó una tesis doctoral en la Universidad Stanford y en la Universidad Brown.

## Carrera
Con su director de tesis, Curtis Callan, Caswell se embarcó en un ambicioso proyecto para conseguir la suma de los bucles de Feynmann, con el fin de calcular las propiedades de las partículas elementales. Su tesis, publicada en 1974, dio forma a la  investigación futura.
Caswell trabajó en la teoría cuántica de medida. Su carrera de graduado coincidió con la sintesís de simetría de calibre y de renormalización de las ideas, en la que él mismo realizó varias contribuciones pioneras, cuyo punto culminante fue el cálculo de la función beta en 1972.
Caswell y Peter Lepage realizaron un importante trabajo en 1978, concerniente al desarrollo de nuevas herramientas para hacer frente a estados ligados como el positronio y el quarkonio.
En 1983, Caswell dejó el trabajo académico para unirse al Centro de Armas Navales, en White Oak (Maryland).

## Muerte y legado

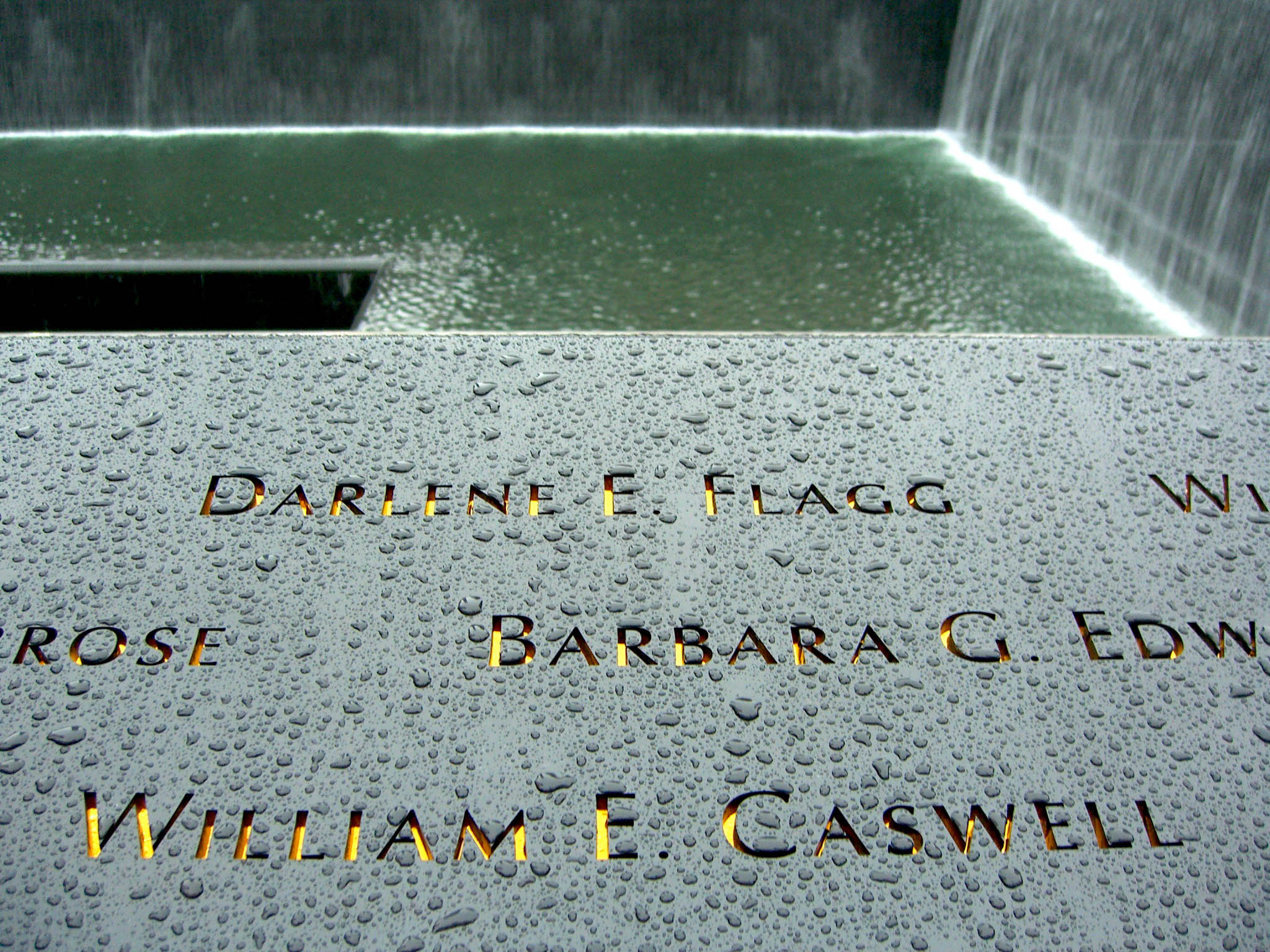
El nombre de Caswell se localiza en el panel S-70 de la piscina sur del National September 11 Memorial & Museum, junto con los nombres de otros pasajeros del vuelo 77.

Se encontraba a bordo del Vuelo 77 de American Airlines, que se estrelló contra El Pentágono el 11 de septiembre de 2001. Le sobrevivieron sus padres, cuatro hermanas, su esposa y su hija.
En el National September 11 Memorial & Museum, Caswell se encuentra memorializado en la piscina sur, en el panel S-70.